# Ágyúnaszád-háború
Az 1807-től 1814-ig tartó ágyúnaszád-háború Dánia–Norvégia és a Brit Hadiflotta között zajló tengeri háború volt a napóleoni háborúk idején. A háború elnevezése onnan ered, hogy a dánok kisebb méretű ágyúnaszádokkal védekeztek a brit hajók ellen. Ezeket a hajókat eredetileg a svéd Fredrik Henrik af Chapman tervezte.
Az ágyúnaszádok legnagyobb előnye az volt, hogy az egész ország területén gyorsan és olcsón meg tudták építeni őket. Irányításuk a csendes és sekély vizekben volt a legkönnyebb, az ellenséges hajóknak pedig kis célpontot jelentettek. Viszont rendkívül sebezhetőek voltak, akár egyetlen találat is elég volt elsüllyesztésükhöz. Viharos időben egyáltalán nem lehetett használni őket, a nagyobb hadihajók ellen pedig túl gyengék voltak. Kétféle változatban összesen több mint 200 darabot gyártottak: a bárkaszerű ágyúnaszád legénysége 76 fő volt, orrán és tatján pedig egy 18 vagy 24 font tömegű golyót kilövő ágyú volt. A kisebb, uszályhoz hasonló ágyúnaszád legénysége 24 fő volt, ágyújához pedig 24 fontos golyókat használtak.
Bár az ágyúnaszádokat 1807-ig nem vetették be, a dánok és britek közötti konfliktus az 1801-es koppenhágai csatával kezdődött, amikor Horatio Nelson hajóraja Parker admirális parancsnoksága alatt megtámadta a dán fővárost, mielőtt az ország élhetett volna semlegességével. A napóleoni háborúk kezdetén Dánia–Norvégia kijelentette, hogy semleges marad, de az országot érő támadásokra fegyveres választ fog adni, flottáját pedig a dán–norvég vizeken folyó kereskedelem védelmére használja. Az 1807-es második koppenhágai csatában a britek a dán hadiflotta nagy részét elfogták, ezért a kormányzat ágyúnaszádok építése mellett döntött.
A háború első három évében az ágyúnaszádok több teherhajót is elfogtak és kétárbócos vitorlásokat is legyőztek, de a nagyobb fregattokkal és sorhajókkal nem tudták felvenni a harcot. A hárorú egész ideje alatt a britek uralták a dán vizeket, és amint az idő hajózásra alkalmassá vált, az Øresundon és a Nagy-Bælten ők kísérték át a kereskedelmi hajókaravánokat. 1808. március 22-én az utolsó dán sorhajó, a Prins Christian Frederik is elpusztult a Zealand Point-i csatában. 1811. február 27-én dán ágyúnaszádok mintegy ezer fős legénységgel megpróbálták visszafoglalni Anholt szigetét, de a súlyos veszteségek miatt Jyllandra vonultak vissza. A dán és brit hadihajók közötti utolsó nagy csata 1812. július 12-én volt, amikor a lyngøri csatában a dán Najaden fregatt elsüllyedt.

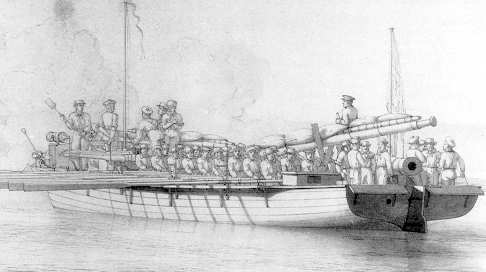
Bárkaszerű ágyúnaszád

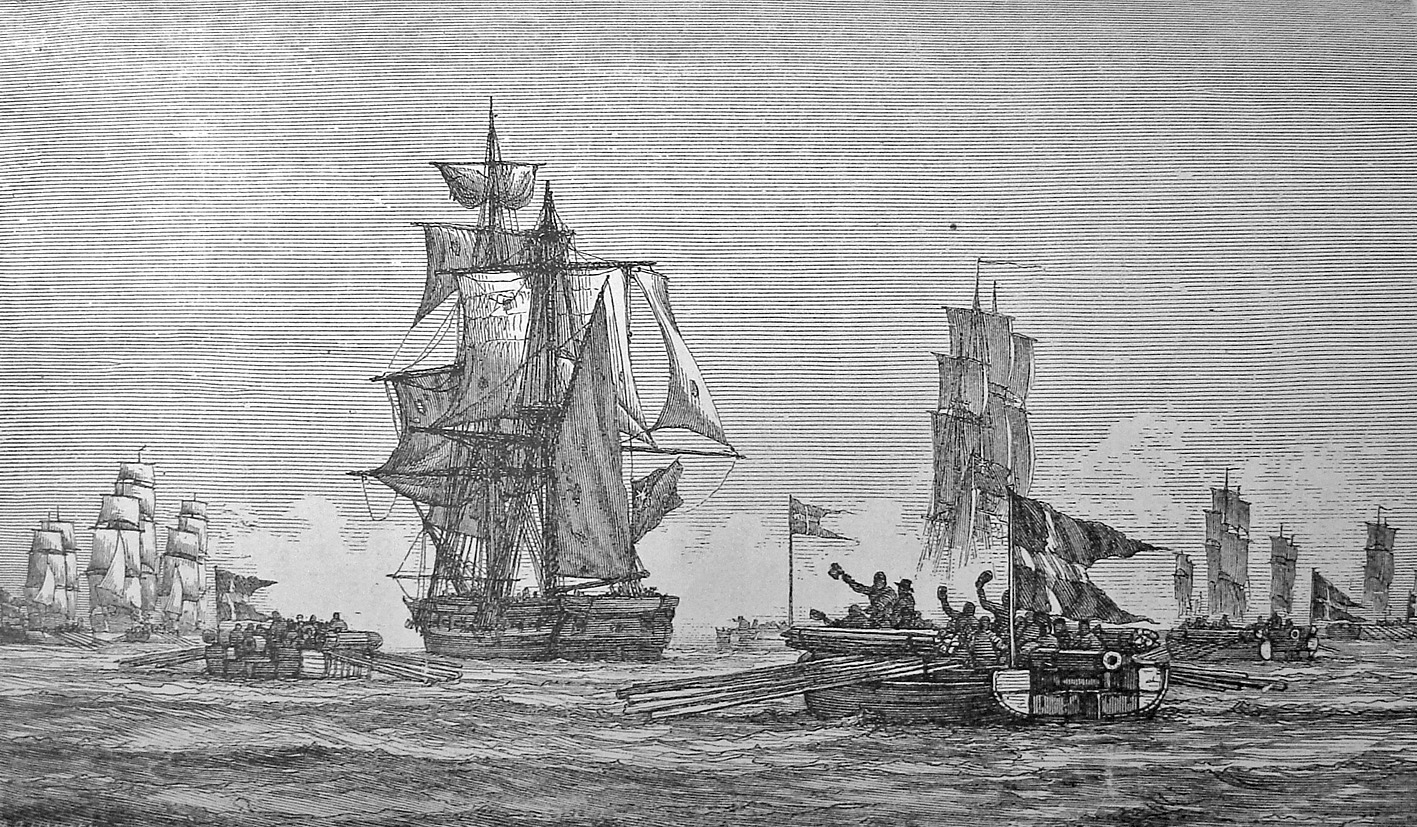
A brit HMS Turbulent elfogása 1808. június 9-én

A háborúnak az 1814. január 15-én megkötött kieli béke vetett véget. Dánia–Norvégiának Helgoland szigetét át kellett adnia a briteknek, Norvégia pedig Svédországhoz került.

## Lásd még
- Első koppenhágai csata
- Második koppenhágai csata
- Zealand Point-i csata
- Anholti csata
- Lyngøri csata
- Dánia a napóleoni háborúk korában
- Ágyúnaszád
- Norvég függetlenségi háború